# Altoona (Washington)
Altoona az Amerikai Egyesült Államok északnyugati részén, Washington állam Wahkiakum megyéjében elhelyezkedő statisztikai település. A 2010. évi népszámlálási adatok alapján 39 lakosa van.

## Történet
A település nevét a németországi Altonáról kapta. Hans Peterson dán bevándorló 1903-ban megalapította az Altoona Mercantile and Fish Company konzervgyárát. 1935-ben a Columbia River Packers Association (ma Bumble Bee Foods) megvásárolta az üzemet, és a közeli Cottardi Stationhöz költöztette. 1947-ben az üzemet bezárták.

## Népesség
A 2010-es népszámláláskor  39 lakója, 20 háztartása és 17 családja volt. A népsűrűség 3 fő/km2. A lakóegységek száma 34, sűrűségük 2,6 db/km2. A lakosok 79,5%-a fehér,  7,7%-a indián,    12,8%-a pedig kettő vagy több etnikumú. A spanyol vagy latino származásúak aránya 5,1% (   )
A háztartások 5%-ában élt 18 évnél fiatalabb. 85% házas,   15% pedig nem család. 15% egyedül élt; %-uk 65 éves vagy idősebb. Egy háztartásban átlagosan 1,95 személy élt; a családok átlagmérete 2,12 fő.
A medián életkor 62,6 év volt. Lakóinak 2,6%-a 18 évesnél fiatalabb, % 18 és 24 év közötti, 7,7%-uk 25 és 44 év közötti, 48,7%-uk 45 és 64 év közötti, 41%-uk pedig 65 éves vagy idősebb. A lakosok 53,8%-a férfi, 46,2%-a pedig nő.

## Fordítás
- Ez a szócikk részben vagy egészben  az   Altooma, Washington című angol Wikipédia-szócikk ezen változatának fordításán alapul.  Az eredeti cikk szerkesztőit annak laptörténete sorolja fel. Ez a jelzés csupán a megfogalmazás eredetét és a szerzői jogokat jelzi, nem szolgál a cikkben szereplő információk forrásmegjelöléseként.